# Josef Stelzer
Josef Stelzer (* 1894 in München; † 1. Hälfte 1942) war ein deutscher Motorradrennfahrer.

## Leben
Stelzer erlernte den Beruf des Mechanikers. Während des Ersten Weltkriegs diente er in der Fliegertruppe. Danach war er Rennfahrer und Mechaniker beim Münchner Motorradhersteller Deutsche-Megola-Werke G.m.b.H. Von 1924 bis 1942 arbeitete Stelzer für die Bayerischen Motorenwerke. Er starb 1942. Über die Todesursache existieren unterschiedliche Angaben. Eine Quelle berichtet, dass er sich als Folge des Unfalls im Frühjahr 1942 einer Operation am Kopf unterziehen musste und kurze Zeit später daran starb. BMW nennt eine Krebserkrankung als Todesursache.

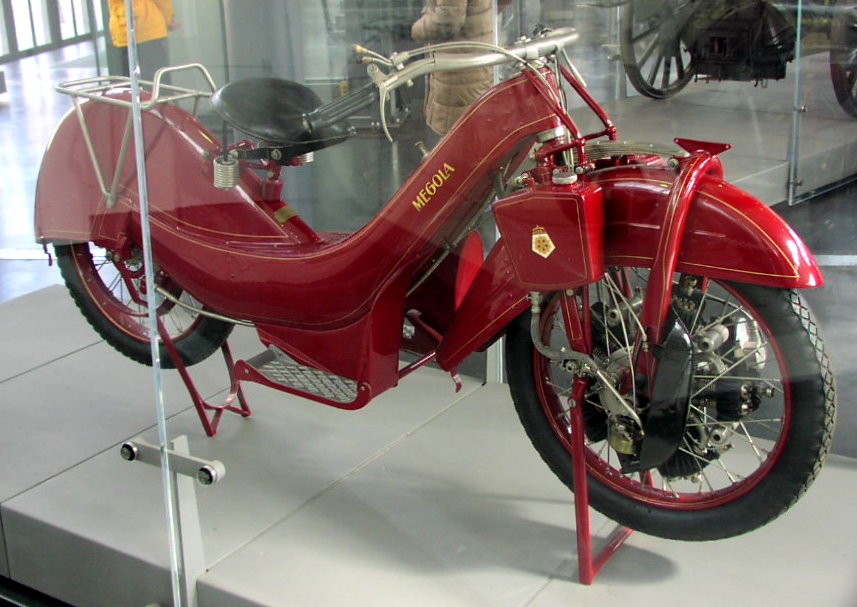
Megola-Sportmodell

## Karriere
Josef Stelzer fuhr 1923 und 1924 erfolgreich die Megola, eine Maschine mit 640-cm³-Fünfzylinder-Sternmotor im Vorderrad. 1924 wurde er BMW-Werksfahrer, bildete von 1925 bis 1929 mit Toni Bauhofer ein erfolgreiches Fahrerduo und war, neben seiner Rennfahrertätigkeit, vor allem mit der Betreuung und Weiterentwicklung der Rennmaschinen der Münchner beschäftigt.
1925 gewann Josef Stelzer auf der Einzylinder-R 39 erstmals die Deutsche Motorrad-Straßenmeisterschaft in der 250-cm³-Klasse des DMV – bis einschließlich 1925 schrieben DMV und ADAC getrennte voneinander Deutsche Meistertitel aus.
Ab 1926 startete er für BMW auf großvolumigen Maschinen mit Boxermotor und siegte im selben Jahr beim zum zweiten Mal ausgetragenen Großen Preis von Deutschland für Motorräder in der 500-cm³-Klasse auf der Berliner AVUS. 1927 gewann Stelzer auf dem Nürburgring erneut den Grand Prix von Deutschland, diesmal in der 750-cm³-Klasse, und wurde damit, da das Rennen in diesem Jahr der Lauf um die Motorrad-Europameisterschaft war, zum ersten und einzigen 750-cm³-Europameister in der Geschichte des Motorradrennsports.
Josef Stelzer benutzte als erster deutscher Fahrer den Gasdrehgriff, siegte damit 1929 bei den 1000-cm³-Läufen beim Eilenriederennen in Hannover, auf der AVUS sowie beim Solitude-Rennen in Stuttgart und wurde Deutscher 1000-cm³-Meister.
Ab 1930 engagierte sich Stelzer vor allem im Geländesport. Von 1932 bis 1938 war er Mitglied der deutschen Mannschaft bei der Internationalen Sechstagefahrt. Dabei gewann Stelzer zwischen 1933 und 1935 mit den Teamkollegen Ernst Jakob Henne, Wiggerl Kraus und Josef Mauermayer bzw. Sepp Müller dreimal die Trophy-Wertung. Dennoch trat er auch noch bei Straßenrennen an. So siegte Stelzer, der stets einen Rucksack mit Reparaturausrüstung bei sich trug, 1933 beim AVUS-Rennen in der 500er-Klasse.
Im Jahr 1938 zog sich Josef Stelzer bei der 20. Internationalen Sechstagefahrt im walisischen Llandrindod Wells ernsthafte Kopfverletzungen zu, wegen derer ihm seine Ärzte verboten, weiter Rennen zu bestreiten. Deshalb zog er sich mit Mitte 40 vom aktiven Motorradrennsport zurück und widmete sich der Betreuung der BMW-Nachwuchsfahrer.

## Statistik

### Erfolge
- 1925 – Deutscher 250-cm³-Meister (DMV) auf BMW
- 1927 – 750-cm³-Europameister auf BMW
- 1929 – Deutscher Meister Klasse über 500 cm³ auf BMW

### Rennsiege
(gefärbter Hintergrund = Europameisterschaftslauf)
| Jahr | Klasse   | Maschine | Rennen                       | Strecke              |
| ---- | -------- | -------- | ---------------------------- | -------------------- |
| 1925 | 250 cm³  | BMW      | Rund um die Solitude         | Solitude             |
| 1926 | 250 cm³  | BMW      | Rund um die Solitude         | Solitude             |
| 1926 | 500 cm³  | BMW      | Großer Preis von Deutschland | AVUS                 |
| 1927 | 500 cm³  | BMW      | Marienberger Dreieckrennen   | Marienberger Dreieck |
| 1927 | 750 cm³  | BMW      | Großer Preis von Deutschland | Nürburgring          |
| 1927 | 1000 cm³ | BMW      | Großer Preis von Österreich  | Vösendorf            |
| 1929 | 1000 cm³ | BMW      | Rund um die Solitude         | Solitude             |
| 1933 | 500 cm³  | BMW      | Großer Preis von Deutschland | AVUS                 |

## Verweise